# Humaid I bin Rashid Al Nuaimi
Humaid I bin Rashid Al Nuaimi (... – 1864), è stato emiro di Ajman dal 1838 al 1841 e dal 1848 al 1864.

## Regno
Humaid ascese al trono nel 1838, dopo la morte di suo padre, lo sceicco Rashid I bin Humaid. Il suo fratello maggiore, Ali, era un uomo d'affari, non partecipava ai majlis e non aveva alcun interesse a diventare sovrano. La famiglia offrì quindi a Humaid di succedere al padre. Sposò una figlia dello sceicco Sultan I bin Saqr al-Qasimi che era, all'epoca, sovrano di Sharja e con il quale Humaid era strettamente alleato. Nel maggio del 1841, suo fratello Abd al-Aziz prese possesso del forte di Ajman e si proclamò sovrano. Nel 1848 Abd al-Aziz fu ucciso durante un combattimento con la città omanita di Hamriyah. Humaid, anch'egli rimasto ferito nello scontro, divenne nuovamente sovrano.
Il 4 maggio 1853, firmò la tregua marittima perpetua con gli inglesi.
Morì nel 1864 e gli succedette il figlio Rashid.